# Georgia Oost
Georgia Oost (1999) is een Nederlandse onderzoeksjournalist uit Utrecht die sinds 2022 schrijft voor het NRC. . 
Na haar opleiding Journalistiek aan de Hogeschool van Utrecht schreef ze enkele jaren voor De Volkskrant en was redacteur bij nu.nl en Nieuwsuur. Bij de NRC werkte ze achtereenvolgens buitenlandredacteur, parlementair verslaggever en onderzoeksjournalist.
Haar specialisatie is de digitale onderzoeksmethode Open Source Intelligence (OSINT). Met OSINT kunnen journalisten op afstand nieuwe feiten achterhalen. Oost onderzoekt met die technieken onder meer gewapende conflicten en oorlogsmisdaden in niet of moeilijk bereikbare gebieden.

## Erkenning
Voor NRC maakte zij de reportage ’Hoe Israëlische soldaten met hun selfies de tegenstander niet meer als mens zien’. Hiervoor volgde en analyseerde zij een half jaar lang de vreselijke beelden van IDF-soldaten in Gaza. Het leverde haar De Loep 2024 op in de categorie ASN Aanmoedigingsprijs. Een van de juryleden oordeelde Heel goed dat ze de Israëlische soldaten ook heeft geïnterviewd over hun gruwelijke of aanstootgevende trophy-foto’s. Georgia Oost heeft zich niet te makkelijk van het wederhoor afgemaakt.

## Prijzen
- 2024 - De Loep ASN Aanmoedigingsprijs